# انتخابات الرئاسة الإكوادورية 1933
انتخابات الرئاسة الإكوادورية 1933 هي الانتخابات الرئاسية التي جرت في 15 ديسمبر 2014، في الإكوادور، لانتخاب رئيس الإكوادور، فاز بالانتخابات خوسيه ماريا فيلاسكو ايبارا.